# Bombus incertus
Bombus incertus (saknar svenskt namn) är en insekt i överfamiljen bin (Apoidea) och släktet humlor (Bombus) som lever i Turkiet och Centralasien.

## Beskrivning
Bombus incertus är en humla med övervägande svart huvud, mellankropp och de två främsta tergiterna mycket ljust gråa och mellankroppen med ett svart tvärstreck på mitten. Den tredje tergiten är svart, och resten av bakkroppen är brandgul.

## Ekologi
Arten lever i skogsterräng, gärna halvöppen sådan som skogsbryn, i bergsområden och annan höglänt mark, även om den även kan förekomma på stäpper i anslutning till bergsområden. Den är mycket vanlig på höjder mellan 1 500 och 2 500 m, men förekommer från åtminstone 500 till 4 000 m, dock mindre allmänt i de lägsta och högsta intervallen.
Humlan är polylektisk, den besöker flera blommande växter från ett stort antal familjer, bland de vanligaste är ärtväxter (släktena klövrar, esparsettsläktet, lusernsläktet vedelsläktet med flera), korgblommiga växter (solrossläktet, safflorsläktet, piggtistlar, ulltistlar, kardborrar, klintar och krustistlar), väddväxter (jätteväddssläktet), klockväxter (blåklockor), kransblommiga växter (salviasläktet, timjansläktet, kransborrar, syskor) samt strävbladiga växter (tungor). Bombus incertus är en viktig pollinatör, framför allt i Anatolien.

## Utbredning
Bombus incertus lever i Turkiet, Iran, delar av Transkaukasus och troligtvis Armenien. Fynd har också gjorts i Kirgizistan.